# Chrysler 300
O Chrysler 300 é um sedan de porte grande da Chrysler projetado por Ralph Gilles como um automóvel sedan de alta performance. Foi apresentado em Nova Iorque em 2003 como um carro conceito e começou a ser comercializado no final de 2004.
Os veículos com a motorização 5.7L V8 feitos no Canadá possuem velocidade máxima de 200 km/h, enquanto que os fabricados para o mercado europeu pela Magna Steyr na Áustria, possuem limitador eletrônico em 250 km/h já a versão SRT8 não possui limitador de velocidade e pode chegar a 273 km/h ou mais.
Em 2011, foi lançado na Europa como Lancia Thema. Já no Reino Unido e na Coreia do Sul, passou a se chamar 300C.

## Primeira geração (2004–2010)
O Chrysler 300 foi fabricado com base do Chrysler LX, que por sua vez era derivado do Mercedes-Benz W211 (2003–2009). Dentre os componentes derivados estão a suspensão traseira, os bancos dianteiros, a coluna de direção e a transmissão automática de 5 velocidades. A suspensão dianteira foi adaptada do Mercedes-Benz W220.
Tal geração veio com os lendários motores 5.7 e 6.1 Hemi e utilizaram a mesma estrutura, conjunto mecânico e parte dos acabamento interior dos muscle cars Dodge Charger, Dodge Magnum e Dodge Challenger.
O lançamento do veículo foi um enorme sucesso, foi utilizado por celebridades e rappers norte americanos como 50 Cent e Snoop Dogg. Também é um carro muito utilizado para modificações visuais e de performance.
| Chrysler               | Chrysler                | Chrysler               | Chrysler                           | Chrysler                            | Chrysler                         |
| Modelo                 | Motor                   | Capacidade volumétrica | Potência @ rpm                     | Torque @ rpm                        | Anos                             |
| ---------------------- | ----------------------- | ---------------------- | ---------------------------------- | ----------------------------------- | -------------------------------- |
| Touring                | 3.6 V6 Pentastar        | 3 604 cc (220 cu in)   | 292 hp) @ 6350 rpm @ 6350 rpm      | 350 N·m (260 lb·ft) @ 4800 rpm      | 2011–                            |
| Limited                | 3.6 V6 Pentastar        | 3 604 cc (220 cu in)   | 292 hp) @ 6350 rpm @ 6350 rpm      | 350 N·m (260 lb·ft) @ 4800 rpm      | 2011–                            |
| 300S                   | 3.6 V6 Pentastar        | 3 604 cc (220 cu in)   | 304 PS (224 kW; 300 hp)            | 350 N·m (260 lb·ft) @ 4800 rpm      | 2011–                            |
| 300C                   | 5.7 V8 HEMI             | 5 654 cc (350 cu in)   | 340 - 363 hp                       | -                                   | 2005–                            |
| 300 SRT-8              | 6.4L 392 Hemi V8 engine | 6 430 cc (390 cu in)   | 477 PS (351 kW; 470 hp)            | 637 N·m (470 lb·ft)                 | 2012–                            |
| 300С (2023)            | 6.4L 392 Hemi V8 engine | 6 430 cc (390 cu in)   | 492 PS (362 kW; 485 hp)            | 644 N·m (475 lb·ft)                 | 2023 (Limitado a 2.200 unidades) |
| Lancia - (Chrysler UK) |                         |                        |                                    |                                     |                                  |
| Gasolina               | 3.6 V6 Pentastar        | 3 604 cc (220 cu in)   | 286 PS (210 kW; 282 hp) @ 6350 rpm | 340 N·m (250 lb·ft) @ 4650 rpm      | 2011–2014                        |
| Diesel                 | 3.0 V6 VM Motori A630   | 2 987 cc (180 cu in)   | 190 PS (140 kW; 190 hp) @ 4000 rpm | 440 N·m (320 lb·ft) @ 1600-2800 rpm |                                  |
| Diesel                 | 3.0 V6 VM Motori A630   | 2 987 cc (180 cu in)   | 239 PS (176 kW; 236 hp) @ 4000 rpm | 550 N·m (410 lb·ft) @ 1800-2800 rpm |                                  |

## Galeria
- 1ª geração (2005-2010)
- 2ª geração (2011-presente)